# Abacs János (lelkész)
Hunyadi Abacs János (18. század) református lelkész. (Egyes forrásokban Abats illetve Abáts néven is szerepel.)

## Élete
1734–1735-ben iratkozott be a franekeri egyetemre, de még 1741-ben is ott tanult. Hazatérve Aranyosgerenden szolgált lelkészként, majd a nagyenyedi egyházkerület jegyzői, 1773-tól pedig esperesi tisztségét is betöltötte. Az 1774-es kolozsvári református zsinaton tartott beszéde Az Istennek elrendeléséről és a szentek választatásáról való tanitás címen jelent meg (Kolozsvár, 1775).
Fiaként nevelte Fogarasi Pap Józsefet. Abacs János református püspök az unokaöccse volt.